# Morley, West Yorkshire
Morley är en stad med ungefär 50 000 invånare som numera vuxit samman med Leeds, England, Storbritannien. Historiskt sett har kolbrytning och tillverkning av yllekläder varit betydande näringar. Den centrala delen av staden utgör Morley civil parish.
Staden tillhör Leeds kommun, men många eftersträvar att bryta sig loss och bilda egen kommun, politiskt organiserade i Morley Borough Independents.
Staden Siegen i Tyskland är vänort till Morley.

## Kända personer
- Helen Fielding, författaren till Bridget Jones dagbok
- Herbert Asquith, brittisk premiärminister (1908-1916)